# Konobougou
Konobougou is een gemeente (commune) in de regio Ségou in Mali. De gemeente telt 37.200 inwoners (2009).